# Odessa (Delaware)
Odessa es un pueblo ubicado en el condado de New Castle en el estado estadounidense de Delaware. En el año 2000 tenía una población de 286 habitantes y una densidad poblacional de 252 personas por km².

## Geografía
Odessa se encuentra ubicado en las coordenadas 39°27′20″N 75°39′30″O / 39.45556, -75.65833.

## Demografía
Según la Oficina del Censo en 2000 los ingresos medios por hogar en la localidad eran de $53,269, y los ingresos medios por familia eran $55,938. Los hombres tenían unos ingresos medios de $31,875 frente a los $33,750 para las mujeres. La renta per cápita para la localidad era de $27,662. Alrededor del 3.2% de la población estaban por debajo del umbral de pobreza.